# Râul Egreșu
Râul Egreșu este un afluent al râului Homorodul Mare. 

## Hărți
- Harta județului Harghita